# Leonardo Pettinari
Leonardo Pettinari (Pontedera, 19 de abril de 1973) es un deportista italiano que compitió en remo.
Participó en tres Juegos Olímpicos de Verano, entre los años 1996 y 2004, obteniendo una medalla de plata en Sídney 2000, en la prueba de doble scull ligero.
Ganó diez medallas en el Campeonato Mundial de Remo entre los años 1993 y 2007.

## Palmarés internacional
| Juegos Olímpicos   | Juegos Olímpicos              | Juegos Olímpicos  | Juegos Olímpicos          |
| Año                | Lugar                         | Medalla           | Prueba                    |
| ------------------ | ----------------------------- | ----------------- | ------------------------- |
| 2000               | Sídney (Australia)            | Medalla de plata  | Doble scull ligero        |
| Campeonato Mundial |                               |                   |                           |
| Año                | Lugar                         | Medalla           | Prueba                    |
| 1993               | Račice (República Checa)      | Medalla de bronce | Ocho con timonel ligero   |
| 1994               | Indianápolis (Estados Unidos) | Medalla de oro    | Dos sin timonel ligero    |
| 1995               | Tampere (Finlandia)           | Medalla de oro    | Cuatro sin timonel ligero |
| 1997               | Aiguebelette (Francia)        | Medalla de plata  | Doble scull ligero        |
| 1998               | Colonia (Alemania)            | Medalla de plata  | Doble scull ligero        |
| 1999               | St. Catharines (Canadá)       | Medalla de oro    | Doble scull ligero        |
| 2001               | Lucerna (Suiza)               | Medalla de oro    | Doble scull ligero        |
| 2002               | Sevilla (España)              | Medalla de oro    | Doble scull ligero        |
| 2003               | Milán (Italia)                | Medalla de oro    | Doble scull ligero        |
| 2007               | Múnich (Alemania)             | Medalla de oro    | Cuatro scull ligero       |